# Brani musicali al numero uno in Italia (2022)
La presente lista elenca le canzoni che hanno raggiunto la prima posizione nella classifica settimanale italiana Top Singoli, stilata durante il 2022 dalla Federazione Industria Musicale Italiana, in collaborazione con la GfK Retail and Technology Italia.
| Settimana                                | Brano                                | Artista/i                                | Totale settimane al numero 1 | Fonte  |
| ---------------------------------------- | ------------------------------------ | ---------------------------------------- | ---------------------------- | ------ |
| Settimana 1 (31 dicembre-6 gennaio)      | Infinity Love                        | Marracash feat. Guè                      | 6                            | [ 1 ]  |
| Settimana 2 (7 gennaio-13 gennaio)       | Solite pare                          | Sick Luke feat. Thasup e Sfera Ebbasta   | 2                            | [ 2 ]  |
| Settimana 3 (14 gennaio-20 gennaio)      | Solite pare                          | Sick Luke feat. Thasup e Sfera Ebbasta   | 2                            | [ 3 ]  |
| Settimana 4 (21 gennaio-27 gennaio)      | La coda del diavolo                  | Rkomi e Elodie                           | 1                            | [ 4 ]  |
| Settimana 5 (28 gennaio-3 febbraio)      | Brividi                              | Mahmood e Blanco                         | 10                           | [ 5 ]  |
| Settimana 6 (4 febbraio-10 febbraio)     | Brividi                              | Mahmood e Blanco                         | 10                           | [ 6 ]  |
| Settimana 7 (11 febbraio-17 febbraio)    | Brividi                              | Mahmood e Blanco                         | 10                           | [ 7 ]  |
| Settimana 8 (18 febbraio-24 febbraio)    | Brividi                              | Mahmood e Blanco                         | 10                           | [ 8 ]  |
| Settimana 9 (25 febbraio-3 marzo)        | Brividi                              | Mahmood e Blanco                         | 10                           | [ 9 ]  |
| Settimana 10 (4 marzo-10 marzo)          | Brividi                              | Mahmood e Blanco                         | 10                           | [ 10 ] |
| Settimana 11 (11 marzo-17 marzo)         | Brividi                              | Mahmood e Blanco                         | 10                           | [ 11 ] |
| Settimana 12 (18 marzo-24 marzo)         | Brividi                              | Mahmood e Blanco                         | 10                           | [ 12 ] |
| Settimana 13 (25 marzo-31 marzo)         | Brividi                              | Mahmood e Blanco                         | 10                           | [ 13 ] |
| Settimana 14 (1º aprile-7 aprile)        | Brividi                              | Mahmood e Blanco                         | 10                           | [ 14 ] |
| Settimana 15 (8 aprile-14 aprile)        | Piove                                | Lazza e Sfera Ebbasta                    | 1                            | [ 15 ] |
| Settimana 16 (15 aprile-21 aprile)       | Shakerando                           | Rhove                                    | 7                            | [ 16 ] |
| Settimana 17 (22 aprile-28 aprile)       | Shakerando                           | Rhove                                    | 7                            | [ 17 ] |
| Settimana 18 (29 aprile-5 maggio)        | Shakerando                           | Rhove                                    | 7                            | [ 18 ] |
| Settimana 19 (6 maggio-12 maggio)        | Shakerando                           | Rhove                                    | 7                            | [ 19 ] |
| Settimana 20 (13 maggio-19 maggio)       | Shakerando                           | Rhove                                    | 7                            | [ 20 ] |
| Settimana 21 (20 maggio-26 maggio)       | Shakerando                           | Rhove                                    | 7                            | [ 21 ] |
| Settimana 22 (27 maggio-2 giugno)        | Shakerando                           | Rhove                                    | 7                            | [ 22 ] |
| Settimana 23 (3 giugno-9 giugno)         | La dolce vita                        | Fedez, Tananai e Mara Sattei             | 11                           | [ 23 ] |
| Settimana 24 (10 giugno-16 giugno)       | La dolce vita                        | Fedez, Tananai e Mara Sattei             | 11                           | [ 24 ] |
| Settimana 25 (17 giugno-23 giugno)       | La dolce vita                        | Fedez, Tananai e Mara Sattei             | 11                           | [ 25 ] |
| Settimana 26 (24 giugno-30 giugno)       | La dolce vita                        | Fedez, Tananai e Mara Sattei             | 11                           | [ 26 ] |
| Settimana 27 (1º luglio-7 luglio)        | La dolce vita                        | Fedez, Tananai e Mara Sattei             | 11                           | [ 27 ] |
| Settimana 28 (8 luglio-14 luglio)        | La dolce vita                        | Fedez, Tananai e Mara Sattei             | 11                           | [ 28 ] |
| Settimana 29 (15 luglio-21 luglio)       | Siri                                 | Thasup feat. Lazza e Sfera Ebbasta       | 1                            | [ 29 ] |
| Settimana 30 (22 luglio-28 luglio)       | La dolce vita                        | Fedez, Tananai e Mara Sattei             | 11                           | [ 30 ] |
| Settimana 31 (29 luglio-4 agosto)        | La dolce vita                        | Fedez, Tananai e Mara Sattei             | 11                           | [ 31 ] |
| Settimana 32 (5 agosto-11 agosto)        | La dolce vita                        | Fedez, Tananai e Mara Sattei             | 11                           | [ 32 ] |
| Settimana 33 (12 agosto-18 agosto)       | La dolce vita                        | Fedez, Tananai e Mara Sattei             | 11                           | [ 33 ] |
| Settimana 34 (19 agosto-25 agosto)       | La dolce vita                        | Fedez, Tananai e Mara Sattei             | 11                           | [ 34 ] |
| Settimana 35 (26 agosto-1º settembre)    | Giovani Wannabe                      | Pinguini Tattici Nucleari                | 2                            | [ 35 ] |
| Settimana 36 (2 settembre-8 settembre)   | Giovani Wannabe                      | Pinguini Tattici Nucleari                | 2                            | [ 36 ] |
| Settimana 37 (9 settembre-15 settembre)  | Ferrari                              | James Hype e Miggy Dela Rosa feat. Lazza | 3                            | [ 37 ] |
| Settimana 38 (16 settembre-22 settembre) | Ferrari                              | James Hype e Miggy Dela Rosa feat. Lazza | 3                            | [ 38 ] |
| Settimana 39 (23 settembre-29 settembre) | Ferrari                              | James Hype e Miggy Dela Rosa feat. Lazza | 3                            | [ 39 ] |
| Settimana 40 (30 settembre-6 ottobre)    | Ricordi                              | Pinguini Tattici Nucleari                | 2                            | [ 40 ] |
| Settimana 41 (7 ottobre-13 ottobre)      | The Loneliest                        | Måneskin                                 | 2                            | [ 41 ] |
| Settimana 42 (14 ottobre-20 ottobre)     | Ricordi                              | Pinguini Tattici Nucleari                | 2                            | [ 42 ] |
| Settimana 43 (21 ottobre-27 ottobre)     | The Loneliest                        | Måneskin                                 | 2                            | [ 43 ] |
| Settimana 44 (28 ottobre-3 novembre)     | Quevedo: Bzrp Music Sessions Vol. 52 | Bizarrap e Quevedo                       | 8                            | [ 44 ] |
| Settimana 45 (4 novembre-10 novembre)    | Quevedo: Bzrp Music Sessions Vol. 52 | Bizarrap e Quevedo                       | 8                            | [ 45 ] |
| Settimana 46 (11 novembre-17 novembre)   | Quevedo: Bzrp Music Sessions Vol. 52 | Bizarrap e Quevedo                       | 8                            | [ 46 ] |
| Settimana 47 (18 novembre-24 novembre)   | Quevedo: Bzrp Music Sessions Vol. 52 | Bizarrap e Quevedo                       | 8                            | [ 47 ] |
| Settimana 48 (25 novembre-1º dicembre)   | Alleluia                             | Shiva feat. Sfera Ebbasta                | 1                            | [ 48 ] |
| Settimana 49 (2 dicembre-8 dicembre)     | Quevedo: Bzrp Music Sessions Vol. 52 | Bizarrap e Quevedo                       | 8                            | [ 49 ] |
| Settimana 50 (9 dicembre-15 dicembre)    | Quevedo: Bzrp Music Sessions Vol. 52 | Bizarrap e Quevedo                       | 8                            | [ 50 ] |
| Settimana 51 (16 dicembre-22 dicembre)   | Quevedo: Bzrp Music Sessions Vol. 52 | Bizarrap e Quevedo                       | 8                            | [ 51 ] |
| Settimana 52 (23 dicembre-29 dicembre)   | All I Want for Christmas Is You      | Mariah Carey                             | 7                            | [ 52 ] |

## Classifica fine anno
| Brano               | Artista/i                    | Certificazione | Fonte  |
| ------------------- | ---------------------------- | -------------- | ------ |
| Brividi             | Mahmood e Blanco             | 8 Platino      | [ 53 ] |
| Shakerando          | Rhove                        | 7 Platino      | [ 53 ] |
| Dove si balla       | Dargen D'Amico               | 7 Platino      | [ 53 ] |
| Farfalle            | Sangiovanni                  | 6 Platino      | [ 53 ] |
| La coda del diavolo | Rkomi e Elodie               | 6 Platino      | [ 53 ] |
| La dolce vita       | Fedez, Tananai e Mara Sattei | 6 Platino      | [ 53 ] |
| Giovani Wannabe     | Pinguini Tattici Nucleari    | 7 Platino      | [ 53 ] |
| 5 gocce             | Irama e Rkomi                | 5 Platino      | [ 53 ] |
| Baby Goddamn        | Tananai                      | 5 Platino      | [ 53 ] |
| Ciao ciao           | La Rappresentante di Lista   | 4 Platino      | [ 53 ] |